# Wilhelmina Stirling

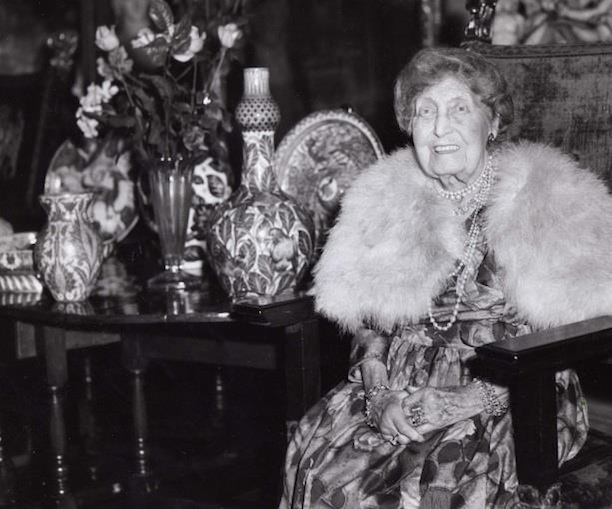
Wilhelmina Stirling (vor 1965)

Wilhelmina Stirling, auch bekannt als A. M. W. Stirling und unter dem Pseudonym Percival Pickering, geboren als Anna Maria Diana Wilhelmina Pickering, (* 26. August 1865 in London; † 11. August 1965 in Heidelberg) war eine britische Autorin und Kunstsammlerin. Ihre Bücher befassten sich insbesondere mit dem Leben und den Erinnerungen des britischen Landadels in Yorkshire. Sie war darüber hinaus die Gründerin des De Morgan Centre for the Study of 19th Century Art and Society in Südlondon im London Borough of Wandsworth in England.

## Leben und Werk
Wilhelmina Stirling wurde als Tochter von Anna Marie Wilhelmina Spencer-Stanhope (1824–1901) und dem Anwalt und Cricketspieler Percival Pickering (1810–1876) geboren. Ihre Mutter war eine Enkelin von Thomas William Coke, 1. Earl of Leicester. Stirlings Eltern heirateten 1853. Wilhelmina war das jüngste Kind – sie hatte drei ältere Geschwister: die Malerin Evelyn Pickering de Morgan, Percival Spencer Umfreville (1858–1920) und Rowland Neville Umfreville (1861–1931). Der Maler John Roddam Spencer Stanhope war ihr Onkel mütterlicherseits. In der Kindheit hatten die Pickering-Geschwister zu ihrem Kindermädchen ein besonderes Verhältnis, das bis zu deren Tod anhielt: Jane Hales wurde etwa von Evelyn de Morgan schon im Jahr 1866 porträtiert, und lebte später bis zu ihrem Tod im Jahr 1925 bei Wilhelmina Stirling, da sie selbst nie geheiratet hatte.
Wilhelmina Stirling heiratete im Jahr 1901 Charles Goodbarne Stirling (1866–1948), mit dem sie das erste gemeinsame Haus, Launceston Place, bezog. Als Hochzeitsgeschenk erhielt das Paar von Wilhelminas Schwager, dem Keramikkünstler und Autor William De Morgan, eine Schale mit Leoparden- und Hirschmotiv, die heute im De Morgan Museum ausgestellt ist.
Schon als Kind verfasste Wilhelmina Stirling ihren ersten Roman The Adventures of Prince Almero: A Tale of the Wind-Spirit (Die Abenteuer des Prinzen Almero: Ein Märchen vom Windgeist) zur Unterhaltung ihrer Cousins und Cousinen. Nach einer Überarbeitung wurde er später, 1890, auch veröffentlicht. Zu Ehren ihres Vaters schrieb sie ihre ersten Werke unter dem männlichen Pseudonym Percival Pickering. Stirling war zu diesem Zeitpunkt erst 25 Jahre alt. Ihr Roman A life Awry (Ein verpfuschtes Leben) erschien 1893 und wurde 1899 als Bühnenstück aufgeführt. Ihre schriftstellerische Tätigkeit umfasste jedoch nicht nur fiktionale Werke – die meisten ihrer Werke handelten vom englischen Landadel, von den Vorfahren ihrer Mutter und von Künstlern, die sie kannte, darunter ihre Schwester Evelyn und ihr Schwager William De Morgan. Sie gilt als Autorin von mehr als 30 Romanen und historischen Berichten. Ihr Umgang mit Quellen und historischen Fakten gilt jedoch als umstritten: Stirling neigte offenbar in ihren Berichten auch zu einer gewissen künstlerischen Freiheit.
Wilhelmina Stirling starb nur 15 Tage vor ihrem 100. Geburtstag im Jahr 1965 in Deutschland.

### Sammlung
1931 mietete Wilhelmina Stirling zusammen mit ihrem Ehemann Charles G. Stirling ein Wohnhaus auf dem Gelände auf dem St. John’s Estate in Battersea (heute Battersea Village) und benannte es in Old Battersea House um. Da das Paar das Gebäude vor dem Abriss bewahrte, erhielt es einen lebenslangen Mietvertrag gegen eine nominelle Miete. Wilhelmina und Charles Stirling waren beide begeisterte Kunst- und Antiquitätensammler und machten sich in späteren Jahren einen Namen für ihre launigen Führungen durch das Old Battersea House.
Insbesondere Wilhelmina dokumentierte jedoch die gemeinsame Sammlung. Sie machte noch zu Lebzeiten im Old Battersea House ihre Kunstsammlung mit Werken ihrer Schwester Evelyn De Morgan und von deren Ehemann, William De Morgan, unter dem Namen De Morgan Centre for the Study of 19th Century Art and Society öffentlich zugänglich, sammelte darüber hinaus Gemälde von weiteren viktorianischen Künstlern wie William Holman Hunt und John William Waterhouse und verfügte über eine beträchtliche Sammlung von Möbeln aus dem 16. und 17. Jahrhundert.
Nach Wilhelmina Stirlings Tod verfiel das Old Battersea House zusehends. Die Sammlung wird von der De Morgan Foundation in West Hill verwaltet.
Der Regisseur Ken Russell traf sie im Jahr 1961 und verewigte sie 96-jährig in dem Kurzfilm Old Battersea House für die BBC-Sendung Monitor. Stirling galt als eine der exzentrischsten Einwohnerinnen von Battersea.

## Werke
- The Adventures of Prince Almero: A Tale of the Wind-Spirit. Bliss & Co., London 1890.
- The Queen of the Goblins. A fairy tale. Wells, Gardner & Co., London 1892.
- Unter dem Pseudonym Percival Pickering: A life Awry. Bliss, Sands & Foster, London 1893. Online als pdf.
- Unter dem Pseudonym Percival Pickering: A Pliable Marriage. Osgood & Co., London 1895. (online)
- Unter dem Pseudonym Percival Pickering: The Spirit is Willing. A tale. Bliss, Sands & Co., London 1898.
- Memoirs of Anna Maria Wilhelmina Pickering. Edited by S. Pickering, F. R. S. Together with extracts from the journals of John Spencer Stanhope. Hodder & Stoughton, London 1903. Online als pdf.
- Coke of Norfolk and his Friends: the life of Thomas William Coke, first Earl of Leicester of Holkham. John Lane, London und New York 1908. Vol. I online als pdf; Vol. II online als pdf.
- Annals of a Yorkshire House from the Papers of a Macaroni & His Kindred. John Lane, London, New York 1911. Online als pdf.
- The Letter-Bag of Lady Elizabeth Spencer-Stanhope. Compiled from the Cannon Hall papers, 1806–1873. John Lane, London; Bell & Cockburn, Toronto, 1913.
- Macdonald of the Isles. A romance of the past and present. John Murray, London, 1913.
- A Painter of Dreams (Roddam Spencer Stanhope), and other biographical studies. John Land, London und New York 1916.
- The Hothams. Herbert Jenkins Ltd., London, 1918. Online als pdf.
- Pages & Portraits from the Past: being the private papers of Sir W. Hotham. Herbert Jenkins, London 1919.
- William De Morgan and his Wife. Thornton Butterworth, London 1922.
- Life's Little Day: some tales and other reminiscences. Thornton Butterworth, London 1924.
- The Richmond Papers. From the correspondence and manuscripts of G. Richmond, R. A., and his son Sir William Richmond. William Heinemann, London 1926.
- Fyvie Castle: its lairds and their times. John Murray, London 1928.
- The Ways of Yesterday. Being the Chronicles of the Way family from 1307 to 1885. Thornton Butterworth, London 1930.
- Life's Mosaic. Memories: canny and uncanny. Unicorn Press, London 1932.
- The Diaries of Dummer. Reminiscences of an old sportsman, Stephen Terry of Dummer. Unicorn Press, London 1934.
- Victorian Sidelights. From the papers of the late Mrs. Adams-Acton. Ernest Benn, London 1954.
- The Merry Wives of Battersea and Gossip of Three Centuries, etc. Robert Hale, London 1956.
- Ghosts vivisected: an impartial inquiry into their manners, habits, mentality, motives, and physical construction. Robert Hale, London 1957.
- Odd Lives. A study of conventions. P. R. Macmillan, London, 1959.
- A Scrapheap of Memories. P. R. Macmillan, London 1960.
- Stirling Tales and Strange Jests of History. P. R. M. Publishers, London, Genf 1962.